# Release Me
"Release Me" es una canción de Agnes Carlsson. La canción está en su tercer álbum "Dance Love Pop". El tema fue escrito por Agnes Carlsson, Anders Hansson y Sharon Vaughn. Se publicó como segundo sencillo del álbum en Suecia, y como debut de Agnes a nivel internacional.
La canción ha sido apreciada por la crítica por sus armonías y la voz de Agnes. "Release Me" fue Top Ten de Agnes en Suecia y también en Bélgica, Holanda, Dinamarca, el Reino Unido e Irlanda.
En julio de [¿cuándo?] "Release Me" fue lanzado fuera de Europa por primera vez, en Australia.
- Datos: Q2262475